# 小行星18635
小行星18635（18635 Frouard）是一颗绕太阳运转的小行星，为主小行星带小行星。该小行星于1998年3月2日发现。

## 轨道参数
小行星18635的轨道半长轴为2.5426100 UA，离心率为0.179。